# Corinne Luchaire

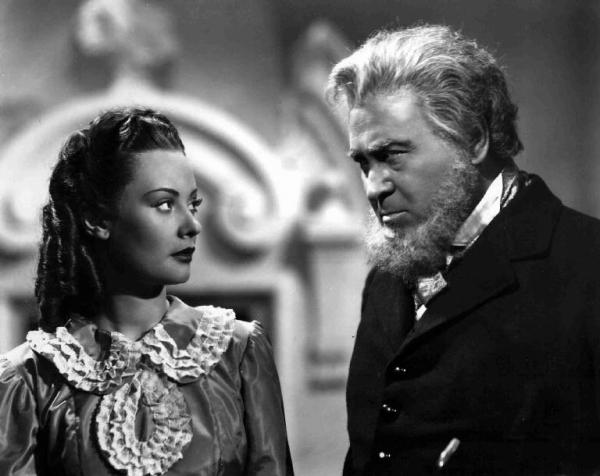
Corinne Luchaire mit Camillo Pilotto in Abbandono, 1940

Corinne Luchaire (* 11. Februar 1921 in Paris; † 22. Januar 1950 ebenda) war eine französische Schauspielerin, die sich während der deutschen Besatzung in der Kollaboration verstrickte. Corinne Luchaire, der die französischen Bürgerrechte nach dem Krieg für zehn Jahre aberkannt wurden, starb im Alter von 28 Jahren an Tuberkulose.

## Leben
Corinne Luchaire, getauft auf den Namen Rosita Christiane Yvette Luchaire, wurde 1921 als Tochter des Journalisten, späteren Pressemagnaten und Vichy-Politikers Jean Luchaire und der Malerin Françoise Germaine Besnard, einer Tochter von Albert Besnard, geboren. Nach Schauspielunterricht bei Raymond Rouleau trat sie 1937 erstmals in dem für sie verfassten Theaterstück Altitude 3200 ihres Großvaters Julien Luchaire auf. Der Erfolg verschaffte ihr die erste Hauptrolle im Film Prison sans Barreaux (dt.: Gefängnis ohne Gitter), der im gleichen Jahr mit ihr in der Hauptrolle auch in der englischen Sprachversion Prison Without Bars in London gedreht wurde. Nach Anerkennung durch Mary Pickford zunächst als französische Garbo gefeiert, musste sie 1940 ihre Schauspielerkarriere aufgrund einer Erkrankung an Tuberkulose beenden.
Problematisch für sie wurden die Deutschlandverbindungen ihrer Eltern. Der Vater, ein erfolgreicher Journalist, Verleger und Politiker, unterstützte das Vichy-Regime. Sein Büro galt als wichtige Kontaktstelle der Kollaboration. Mit dem deutschen Botschafter Otto Abetz verband ihn eine persönliche Freundschaft. Die Mutter hatte eine Affäre mit Gustav Stresemann und war mit Kurt Freiherr von Schröder befreundet.
Corinne Luchaire ging trotz ihrer Krankheit eine kurze, einmonatige Ehe mit dem obskuren Aristokraten Guy de Voisins-Lavernière und mehrere kurze Beziehungen ein. Nach dem Bruch mit Émile Allais unternahm sie einen ersten Suizidversuch. Eine kurze Beziehung zu Charles Trenet folgte. Aus einer Liaison mit einem deutschen Offizier der Luftwaffe entstammte die Tochter Brigitte. Trotz ihrer Beziehungen zu Nazigrößen unterstützte Luchaire jüdische Freunde und Bekannte, darunter Simone Signoret, die auf ihre Vermittlung als Sekretärin bei der Zeitschrift Nouveaux Temps ihres Vaters unterkam. Simone Signoret traf Luchaire, die wegen eines abdominellen Rezidivs ihrer Tuberkuloseerkrankung im Süden weilte, nochmals wenige Wochen vor ihrem Tod in Nizza. Signoret mied in späterer Zeit das Gespräch über ihre Bekannte und ehemalige Unterstützerin.
Nach der Landung der Alliierten und der drohenden Rückeroberung Frankreichs wurde die Vichy-Regierung 1944 nach Sigmaringen evakuiert. Die lungenkranke Corinne Luchaire kam mit ihrem Vater, der in der Vichy-Regierung einen Ministerposten übernommen hatte, im Schloss Sigmaringen unter. Der französische Arzt Destouches alias Cèline verhalf ihr im Dezember 1944 zu einer Kur bei Adolf Bacmeister im SS-Sanatorium St. Blasien. Die Flucht vor den Alliierten aus Sigmaringen endete nach einem erneuten Suizidversuch im April 1945 in Meran. Luchaires Vater wurde nach einem Prozess am 22. Februar 1946 erschossen; der Prozess gegen die zuvor in Nizza inhaftierte Corinne wurde in Paris am 4. Juni 1946 eröffnet. Sie selbst führte in ihrer Verteidigung an, jung und unwissend (frz.: «jeune et ignorant») gewesen zu sein. Ihr wurden die bürgerlichen Ehrenrechte für zehn Jahre aberkannt, was im Revisionsverfahren auf fünf Jahre verkürzt wurde.
Luchaire lebte fortan bis an ihr Lebensende zurückgezogen in Paris und publizierte dort ihre Autobiographie «Ma drôle de vie», der die Kritik eine oberflächliche Beschäftigung mit der politischen Situation vorwarf. Ihr Name wurde aus den Filmtiteln und Rollennachweisen getilgt. Noch verfemt, auf eine neue Rolle hoffend, starb Corinne Luchaire am 22. Januar 1950 nach einem Blutsturz in einem Pariser Taxi. Sie wurde auf dem Friedhof von Bagneux bestattet.

## Filmografie
- 1935 Sylvie (Die schönen Tage) (Les Beaux jours), Regie Marc Allégret
- 1936 Sous les yeux d'Occident, Regie Marc Allégret
- 1937 Le Chanteur de minuit, Regie Léo Joannon
- 1938 Prison sans barreaux, Regie Léonide Moguy
- 1938  Prison Without Bars, Regie Brian Desmond Hurst
- 1938 Conflit, Regie Léonide Moguy
- 1939 Le Dernier tournant, Regie Pierre Chenal
- 1939 Le Déserteur, Regie Léonide Moguy
- 1940 Abbandono, Regie Mario Mattòli
- 1940 Das Schloß der Liebe (Cavalcade d'amour), Regie Raymond Bernard

## Schriften
- Corinne Luchaire: Ma drôle de vie, Sun, Paris, 1949. Neuausgabe: Dualpha, Paris, 2003, ISBN 2-912476-59-3.